# Smart As...
Smart As… ist ein Denkspiel für die tragbare Spielkonsole PlayStation Vita aus dem Jahr 2012. Es handelt sich um eine Kooperation zwischen den britischen Climax Studios und Sonys Xdev Studio.

## Beschreibung
Smart As… ist eine Minispielsammlung, die sich um kleine Denkspiel-Tagesaufgaben dreht. Der Aufgabenpool speist sich aus vier Basiskategorien (Beobachtung, Sprache, Logik und Rechnen) mit jeweils fünf unterschiedlichen Minispiel-Varianten. Es gibt Tagesherausforderungen, bei denen der Spieler in jeder Basiskategorie ein zufälliges Spiel bestreiten muss. Daraus leitet sich eine Tageswertung ab. Anschließend kann er im freien Spiel aus allen Minispielen wählen und individuelle Highscores erzielen. Die einzelnen Minispiele müssen für das freie Spiel erst nach und nach über die Tagesherausforderungen freigespielt werden, sind dann aber jederzeit direkt anwählbar. Innerhalb der Spiele gibt es nochmals drei Schwierigkeitsgrade, wobei höhere Schwierigkeitsgrade durch eine Top-Benotung im jeweils vorherigen Schwierigkeitsgrad freigeschaltet werden müssen.
Nahezu alle Minispiele und die Grundbedienung des Programms verwenden mindestens den vorderen Touchscreen der Konsole, einige auch das rückwärtige Touchpad, die Augmented-Reality-Funktion oder die Bewegungssteuerung per Gyroskop. Das Ergebnis der Tageswertung wird in Form einer Prozentwertung erfasst und kann per Online-Ranking oder Social-Media-Export (Twitter, Facebook) mit anderen Spielern verglichen werden. Im Freien Spiel hat jedes Minispiel sein eigenes Ranking anhand benötigter Spielzeit und einem 3-Sterne-Ranking.
Liste der Minispiele
- Rechnen
  - Kalkulation Plus
  - Weniger ist mehr
  - Rechenfolge
  - Blasen-Summe
  - Zahlenfänger
- Logik
  - Rollende Blöcke
  - Kettenreaktion
  - Pfadfinder
  - Würfel-Wahnsinn
  - Live-Puzzle
- Beobachtung
  - Turbotipp
  - Blitzgedächtnis
  - Wo war’s denn?
  - In der Box
  - Gleich oder anders
- Sprache
  - Buchstabenlücke
  - Was passt nicht?
  - Wörter-Rad
  - Buchstabieren
  - Alpha-Falle

Die Stimme, die den Spieler durch das Spiel leitete, stammt in der englischen Sprachausgabe von Schauspieler John Cleese.

## Rezeption
Das Spiel erhielt gemischte Wertungen.

„Smart As… hätte mehr Charme nicht geschadet: Egal, ob Menüs oder Grafik der Miniaufgaben – das Ganze wirkt klinisch nüchtern und alles andere als motivierend. Dass Ihr zudem nicht einfach loslegen könnt, sondern die meisten Disziplinen erst langwierig über die täglichen Prüfungen freischalten müsst, ist eine fiese Spaßbremse. Dabei sind viele der Aufgaben gelungen, die Online-Vergleichsmöglichkeiten mit Freunden oder Fremden machen Laune und die Vita-Bedienelemente werden ordentlich genutzt. Ein Sony-Kawashima ist Smart As… bei Weitem nicht geworden, für das mobile Grübeln zwischendurch taugt es dennoch.“

“Smart As is great at what it does. It's a fun brain teaser for you to pop in whenever you get a second or whenever you feel like a quick challenge. I think the $30 price tag in North America might be a bit much for something I'm going to spend just a couple of minutes with each day, but that's really just nitpicking.”

„Smart As ist großartig in dem, was es tut. Es ist ein unterhaltsames Denkspiel, das man immer dann einschalten kann, wenn man ein paar Sekunden Zeit oder Lust auf eine schnelle Herausforderung hat. Ich denke, dass der Preis von 30 Dollar in Nordamerika vielleicht ein bisschen viel ist für etwas, mit dem ich jeden Tag nur ein paar Minuten verbringen werde, aber das ist wirklich reine Erbsenzählerei.“